# Priscilla Bowman
Pour les articles homonymes, voir Bowman.
Priscilla Bowman, née le 30 mai 1928 à Kansas City, dans le Missouri et morte à  le 24 juillet 1988 dans la même ville, est une chanteuse de rhythm and blues américaine.

## Carrière
En 1955, le pianiste Jay McShann enregistre pour Vee-Jay Records le titre Hands Off!, avec Priscilla Bowman au chant. Ce jump blues est diffusé à la radio par le célèbre DJ Alan Freed et devient un succès national qui se maintient dans les charts au long du mois d'octobre.
Priscilla Bowman continue sa carrière jusqu'en 1959, enregistrant chez Vee-Jay, puis sur les filiales Falcon et Abner.
Ses chansons, en premier lieu Hands Off, apparaissent régulièrement sur de nombreuses compilations de rhythm and blues.

## Discographie

### Singles
- Hands Off/ Another Night, Vee-Jay
- I've Got News For You/ My Darkest Night, Vee-Jay
- I Ain't Given Up Nothing/ A Rockin' Good Way, Abner

### Compilations
- 1987, An Original Rock 'n' Roll Mama, Sounds Great SG-5008